# Menthonnex-sous-Clermont
Menthonnex-sous-Clermont är en kommun i departementet Haute-Savoie i regionen Auvergne-Rhône-Alpes i sydöstra Frankrike. Kommunen ligger i kantonen Seyssel som tillhör arrondissementet Saint-Julien-en-Genevois. År 2022 hade Menthonnex-sous-Clermont 785 invånare.

## Befolkningsutveckling
Antalet invånare i kommunen Menthonnex-sous-Clermont
| Referens: INSEE |